# Солдатенко Валерій Федорович
Вале́рій Фе́дорович Солдате́нко (нар. 13 квітня 1946) — український історик, голова Українського інституту національної пам'яті (2010—2014), доктор історичних наук, професор, член-кореспондент НАН України (з 2006 року). Член Комуністичної партії України (з 1969 року; після призначення на посаду директора Українського інституту національної пам'яті призупинив членство). З 2014 — головний науковий співробітник Інституту політичних і етнонаціональних досліджень ім. І. Ф. Кураса НАН України.

## Життєпис
Народився 13 квітня 1946 р. у м. Селидове Сталінської області. В 1970 р. закінчив історичний факультет Київського державного університету ім. Т. Г. Шевченка. До 1976 р. працював асистентом, старшим викладачем, доцентом цього ж університету. Водночас навчався в аспірантурі й в 1973 р. захистив кандидатську дисертацію. Його науковим керівником був Іван Курас.
З 1976 р. до 1984 р. працював старшим науковим співробітником Інституту історії партії при ЦК Компартії України — філіалу Інституту марксизму-ленінізму при ЦК КПРС. Розробляв питання історії більшовицьких організацій України на початку XX століття і в 1917—1918 рр.; історію партійно-радянської преси цього періоду, видавши кілька індивідуальних монографій і ставши співавтором ряду колективних праць. На матеріалах цих досліджень у 1981 р. захистив докторську дисертацію.
У 1984—1988 рр. очолював кафедру історичного досвіду КПРС Київської вищої партійної школи. З 1988 р. до 1991 р. — завідувач відділу історико-політичних досліджень Інституту політичних досліджень ЦК Компартії України. У 1992—2010 роках — завідувач відділу етноісторичних досліджень Інституту політичних і етнонаціональних досліджень ім. І. Ф. Кураса НАН України, у 2010 році, після ліквідації Інституту національної пам'яті як органу державної влади (державного комітету), очолив науково-дослідний інститут при Кабінеті Міністрів України з тією ж самою назвою. Активно підтримував політику президента Віктора Януковича, виступав прихильником його курсу на зближення з Росією та інтеграцію в євразійський політичний і гуманітарний простір.[джерело?] Виступав прибічником негеноцидної теорії Голодомору 1932-33 років. Член правління Національної спілки краєзнавців України. У 2014 після втечі Януковича та усунення його з поста Президента Валерій Солдатенко змушений був покинути посаду директора Українського інституту національної пам'яті, його наступником став Володимир В'ятрович.
З 2014 р. працює на посаді головного наукового співробітника Інституту політичних і етнонаціональних досліджень ім. І. Ф. Кураса НАН України.

## Науковий доробок
Сфера наукових інтересів Валерія Солдатенка — історія суспільно-політичного, революційного, національно-визвольного рухів перших десятиліть XX ст. в Україні. Досліджує генеалогію української ідеї, суспільно-політичної думки, досвід вітчизняного державотворення, соборництва, дипломатичної та військової історії. Розробляє проблеми історіографії та методології наукових досліджень, сучасного українознавства, політології. Велику увагу дослідника привертають питання історичної персоналістики: опубліковано численні нариси про життєвий і творчий шлях М. Драгоманова, М. Грушевського, В. Винниченка, Д. Дорошенка, С. Петлюри, П. Христюка, М. Порша, І. Мазепи, Г. Пятакова, Є. Бош та ін.
Валерій Солдатенко — член редколегії «Українського історичного журналу», «Наукових записок Інституту політичних і етнонаціональних досліджень імені І. Ф. Кураса» та інших наукових часописів. Підготував до захисту 10 кандидатів наук та був науковим консультантом з підготовки 5 докторських дисертацій.
Під керівництвом В. Ф. Солдатенка здійснено комплексну розробку проблем «Українська ідея і суспільно-політичні рухи в Україні в XVII-XX століттях», «Україна в політичних системах XX століття (Порівняльний аналіз)». Результати досліджень видрукувані в серії монографій під загальною назвою «Українська ідея» ["Перші речники" (К., 1994), «Постаті на тлі революції» (К., 1995), «Українська ідея: історичний нарис» (К., 1995), «Українська ідея та її творці» (К., 1999)], «Українська революція і державність» (К., 1998), «Соборність України» (у двох книгах. — К., 2000, 2002), «Події і особистості революційної доби» (К., 2003) та ін.
Є автором понад 650 публікацій. Серед них — близько 50 монографій, 20 з яких належать винятково його перу.

## Погляди
Щодо присвоєння звання Героя України Романові Шухевичу й Степанові Бандері: «Вважаю, що це була велика помилка — цього не варто робити, тому що людина, яка мала військове звання держави-агресора, яка воювала не тільки проти Радянського Союзу, а й проти половини Європи, не може бути героєм України. Шухевич мав звання офіцера вермахту. Присвоєння ж йому найвищого звання Героя — це з розряду вседозволеності, мовляв, ось ми що хочемо, те й робимо. Але жодних наукових підстав присуджувати звання не було. У наукових, академічних колах це рішення вважали необґрунтованим. Цим рішенням переслідувалися політичні цілі, але аж ніяк не наукові. Присвоєння звання Героя Бандері й Шухевичу далеко не найкращим чином характеризує українську політику й політиків».

## Нагороди
- Заслужений діяч науки і техніки України (20 травня 2011) — за вагомий особистий внесок у розвиток вітчизняної науки, зміцнення науково-технічного потенціалу України, багаторічну плідну працю[4]
- Медаль Пушкіна (Російська Федерація, 6 березня 2012) — за великий внесок у розвиток культурних зв'язків з Російською Федерацією, збереження та популяризацію російської мови та культури за кордоном[5]
- Медаль «До 140-річчя І. В. Сталіна»[6]

## Список наукових праць
- Солдатенко В. Ф. Революційна доба в Україні (1917—1920 роки): логіка пізнання, історичні епізоди, ключові постаті / Валерій Солдатенко. — 2-ге вид., доп. і перероб. — К. : НВЦ «Пріоритети», 2012. — 521 с.
- Солдатенко В. Ф. Трагедія тридцять третього: нотатки на історіографічному зрізі // Національна та історична пам'ять: збірник наукових праць / Український ін-т національної пам'яті. — К., 2012. — Вип. 3. — С. 3–92.
- Солдатенко В. Ф. Україна: 1917 рік. — К. : КРІОН, 2012. — 211 с.
- Головченко В. І. Дипломатична історія України (кінець XIX — перша чверть XX століття): навчальний посібник для студ. вищих навч. закладів / Володимир Головченко, Віктор Матвієнко, Валерій Солдатенко ; КНУТШ. — К. : Київський університет, 2011. — 527 с.
- Солдатенко В. Ф. Проект «Україна». 1917—1920 рр. Постаті. — Харків: Фоліо, 2011. — 510 с.
- Солдатенко В. Ф. Революційні альтернативи 1917 року й Україна / В. Ф. Солдатенко, О. М. Любовець ; НАНУ, Ін-т політ. і етнонаціональних досліджень ім. І. Ф. Кураса. — К. : Наукова думка, 2010. — 320 с.
- Солдатенко В. Ф. Упущенный шанс достижения мирного соглашения между УНР и РСФСР в начале 1919 года // Российская история / Российская академия наук, Институт Российской истории РАН. — Москва, 2010. — № 6. — С. 137—155.
- Солдатенко В. Ф. Надзвичайне повноважне посольство УСРР до Москви: спроба розв"язання дипломатичним шляхом перших суперечностей // Актуальні проблеми міжнародних відносин: збірник наукових праць / Київ. нац. ун-т ім. Тараса Шевченка, Ін-т міжнародних відносин; [ред. кол.: Л. В. Губерський (гол. ред.) та ін.]. — К., 2009. — Вип. 86, ч. 1. — С. 57 — 63.
- Солдатенко В. Ф. Нові підходи в осмисленні історичного досвіду та уроків революційної доби 1917—1920 рр. в Україні // Збірник наукових праць Науково-дослідного інституту українознавства / Науково-дослідний інститут українознавства. — К., 2009. — Т. 25. — С. 371—385.
- Солдатенко В. Ф. Осінь 1919 р.: доля об"єднаного фронту // Український історичний журнал: науковий журнал / НАНУ, Ін-т історії України, Ін-т політич. і етнонаціон. досліджень. — К., 2009. — № 1 (484). — С. 11 — 28.
- Солдатенко В. Ф. До історії першого конфлікту між керівництвом УСРР і РСФРР // Наукові записки Інституту політичних і етнонаціональних досліджень / Інститут політичних і етнонаціональних досліджень ім. І. Ф. Кураса. — К., 2008. — Вип. 41 : Політичні конфлікти в сучасній Україні: сутність, витоки, шляхи подолання. — С. 226—236.
- Солдатенко В. Ф. Етнонаціональні чинники і проблеми національних меншин у концепції і практичному досвіді Української революції (1917—1920 рр.) // Збірник наукових праць Науково-дослідного інституту українознавства / Науково-дослідний інститут українознавства. — К., 2008. — Т. 19. — С. 351—365.
- Солдатенко В. Ф. Развитие общественных процессов в Украине в 1917 г. // Патріот України: історичний альманах / Рада організації ветеранів України. — К., 2008. — Вип. 4. — С. 16–32.
- Солдатенко В. Ф. Україна в революційну добу: Історичне есе-хроніки: у 4-х томах. — Харків: Прапор. — Том 1 : Рік 1917. — 2008. — 560 с.
- Солдатенко В. Ф. Українське повстанство 1919 року: контури феномену // Збірник наукових праць Науково-дослідного інституту українознавства / Науково-дослідний інститут українознавства. — К., 2008. — Т. 22 : На пошану проф. Валентина Семеновича Крисаченка. — С. 355—370.
- Солдатенко В. Ф. Винниченко і Петлюра: політичні портрети революційної доби / В. Ф. Солдатенко ; НАНУ ; Ін-т політичних і етнонаціональних досліджень ім. І. Ф. Кураса. — К. : Світогляд, 2007. — 621 с.
- Солдатенко В. Ф. Єврейські погроми в УНР р.: міркування з приводу деяких історіографічних тенденцій // Гілея: філософія, історія, політологія: збірник наукових праць / Національний педагогічний університет ім. М. П. Драгоманова; Українська Академія наук. — К., 2007. — Вип. 10. — С. 4 — 18.
- Солдатенко В. Ф. Громадсько-політична діяльність Володимира Винниченка: (до 125-річчя від дня народження) / НАНУ ; Ін-т політ. і етнонац. досліджень; [редкол. : І. Ф. Курас, В. Ф. Солдатенко, О. М. Любовець, Т. А. Бевз та ін.]. — К. : Ін-т політичних і етнонаціональних досліджень НАНУ, 2006. — 280 с.
- Солдатенко В. Ф. У пошуках соціальної й національної гармонії: (ескізи до історії українського комунізму) / В. Ф. Солдатенко ; НАНУ ; Ін-т політ. і етнонац. досліджень ім. І. Ф. Кураса. — К. : Світогляд, 2006. — 479 с.
- Солдатенко В. Ф. Галицька армія у Наддніпрянській Україні / В. Ф. Солдатенко, Б. П. Савчук; НАНУ. Ін-т політичних і етнонац. досліджень. — К., 2004. — 213 с.
- Україна: від самостійності до соборності (22 січня 1918 — 22 січня 1919 рр.): Збірник / НАНУ; Ін-тут політ. і етнонац. досліджень; ред. кол.: І. Ф. Курас, В. Ф. Солдатенко, О. М. Любовець та інші. — К., 2004. — 285 с.
- Солдатенко В. Ф. Володимир Винниченко — лідер УСДРП, лідер національно-державного відродження // Вісник Київського національного університету імені Тараса Шевченка / Київський національний університет імені Тараса Шевченка. — К., 2003. — С. 5 — 16. — (Філософія. Політологія ; Вип. 48.
- Події і особистості революційної доби / НАНУ; Ін-тут політ. і етнонаціон. досліджень; ред. кол.: І. Ф. Курас, В. Ф. Солдатенко, О. М. Любовець та ін. — К., 2003. — 267 с.
- Солдатенко В. Ф. Незламний. Життя і смерть Миколи Скрипника. — К. : Книга Пам'яті України, 2002. — 352 с.
- Солдатенко В. Ф. Бош Євгенія Богданівна; Скрипник Микола Олексійович // Уряди України у XX ст. Науково-документальне видання. — К. : Наукова думка, 2001. — С. 332—341.
- Солдатенко В. Ф. До питання про пошуки воєнно-політичної платформи захисту УНР (грудень 1918 р.) // Схід і Захід України: проблеми єднання. Наукові записки Інституту політичних і етнонаціональних досліджень НАН України. — 2001. — Вип. 13. — С. 101—115. (співавтор О. Д. Левченко).
- Солдатенко В. Ф. Історія України. Навчально-методичний посібник для студентів заочної форми навчання. — К. : КІТЕП, 2001. — 48 с. (співавтор О. М. Любовець).
- Солдатенко В. Ф. Лютнева революція 1917 в Росії // Юридична енциклопедія. — Т. 3. — К. : Українська енциклопедія імені М. П. Бажана, 2001. — С. 539.
- Солдатенко В. Ф. Соборництво і регіоналізм в українському державотворенні (1917—1920 рр.). — К. : Інститут політичних і етнонаціональних досліджень НАН України, 2001. — 248 с. (співавтор І. Ф. Курас).
- Солдатенко В. Ф. Співвідношення військових сил прибічників УНР та їх суперників на кінець 1917 — початок 1918 р. // Схід і Захід України: проблеми єднання. Наукові записки Інституту політичних і етнонаціональних досліджень НАН України. — 2001. — Вип. 13. — С. 116—122. (співавтор Л. Г. Хало).
- Солдатенко В. Ф. Українська революція і державність (1917—1920 рр.). Науково-бібліографічне видання. — К. : Національна бібліотека України імені В. І. Вернадського. — 2001. — 808 с. (співавтори: А. Л. Панова, Л. В. Бєляєва, В. С. Гоїнець, Л. В. Лісовська, О. А. Смиченко).
- Солдатенко В. Ф. Георгій Пятаков: портрет без ретуші. До 110-річчя з дня народження // Комуніст України. — 2000. — № 4. — С. 82–92.
- Солдатенко В. Ф. Зовнішня політика України. Методичні рекомендації, плани практичних, контрольних занять та узагальненого комплексного кваліфікаційного завдання. — К., 2000. — 32 с.
- Солдатенко В. Ф. Ілюзії й практика національного нігілізму: погляд із сьогодення на Донецько-Криворізьку Республіку // Пам'ять століть. — 2000. — № 6. — С.60 — 77. (співавтор І. Ф. Курас).
- Солдатенко В. Ф. «Німецький фактор» в Українській революції // Діалог. — 2000. — № 1. — С. 108—111.
- Солдатенко В. Ф. Соборність України. Від зародження ідеї до першої спроби реалізації. Кн. 1 — К. : Бібліотека українця, 2000. — 148 с. (співавтори: І. Л. Гошуляк, В. В. Кривошея, В. Д. Яремчук).
- Солдатенко В. Ф. Україна в роки Першої світової війни (1914 — лютий 1917 рр.) // Історія України. Нове бачення. Навчальний посібник. — К. : Альтернативи, 2000. — С. 197—209.
- Солдатенко В. Ф. Українська революція 1917 р.: основні параметри суспільного феномена й актуальні завдання дослідження // Наукові записки національного педагогічного університету ім. М. П. Драгоманова. Історичні науки. — Київ, 2000. — С. 155—167.
- Солдатенко В. Ф. Замість передмови. Лідер українських соціал-демократів (Микола Порш) // Українська ідея та її творці (друга половина XIX — початок XX століття). — К. : Інститут політичних і етнонаціональних досліджень НАН України, 1999. — С. 2–3, 177—197. (співавтор Т. А. Бевз).
- Солдатенко В. Ф. Талант ученого, організатора науки // Пам'ять століть. — 1999. — № 5. — С. 65–68 (0,5 обл.-вид. арк.).
- Солдатенко В. Ф. «Вінницькі шаблі» державного проводу УНР // Україна: минуле, сьогодення, майбутнє. Збірник наукових праць. — К. : Інститут політичних і етнонаціональних досліджень НАН України, 1999. — С. 3–15.
- Солдатенко В. Ф. Українська революція і етнонаціональні відносини: проблеми дослідження // Наукові записки Інституту політичних і етнонаціональних досліджень НАН України. — 1999. — Вип. 8. — С. 3–20.
- Солдатенко В. Ф. Українська Народна Республіка: вибір перспективи // Наукові записки Інституту політичних і етнонаціональних досліджень НАН України. — 1999. — Вип. 9. — С. 3–13.
- Солдатенко В. Ф. Революції та історичний поступ України // Політична думка (українською, російською та англійською мовами). — 1999. — № 1–2. — С. 154—167.
- Солдатенко В. Ф. Стан історіографічної розробки та актуальні проблеми дослідження історії Української революції // Український історичний журнал. — 1999. — № 1. — С. 68–85; № 2. — С. 27–48.
- Солдатенко В. Ф. Соборницький процес 1918—1919 рр. в працях перших істориків // Українська соборність: ідея, досвід, проблеми. — К. : Інститут політичних і етнонаціональних досліджень НАН України, 1999. — С. 129—143.
- Солдатенко В. Ф. Українська революція: новітній стан історіографічної розробки проблеми та актуальні завдання дослідження // Наукові записки Інституту політичних і етнонаціональних досліджень НАН України. — 1999. — Вип. 7. — С. 4–21. (0,9 обл.-вид. арк., співавтор І. Ф. Курас).
- Солдатенко В. Ф. Концепція Української революції: соціальний аспект // Інтелігенція — гуманна об'єднувальна сила сучасного суспільства. Збірник наукових праць. — К. : Інститут політичних і етнонаціональних досліджень НАН України, 1999. — С. 128—136.
- Солдатенко В. Ф. Де справжнє коріння сучасної української державності? (Спроби оцінки деяких тенденцій вивчення процесу державотворення в добу революції 1917—1920 рр.). // Україна: ретроспектива і перспектива. Збірник. — К. : Інститут політичних і етнонаціональних досліджень НАН України, 1999. — С. 62-67.
- Солдатенко В. Ф. Роль революцій в історичному поступі України // Наукові праці Кам'янець-Подільського державно-педагогічного університету. Історичні науки. Т. 3 (5). — К., 1999. — С. 225—232.
- Солдатенко В. Ф. Соборницький процес 1918—1919 рр.: від ідеї до практики // Волинь у новітній історії української державності. Збірник. — Луцьк, 1999. — С. 79-92.
- Солдатенко В. Ф. Українська Народна республіка: вибір перспективи // Історіографічні дослідження в Україні. Збірник. — К. : Інститут історії України НАН України, 1999. — Вип. 9. — С. 285—293.
- Солдатенко В. Ф. У пошуках коріння сучасної української державності // Україна, українці, українознавство у XX ст. в джерелах і документах. Збірник. У 2-х ч. — Ч. 1. — К. : Інститут українознавства, 1999. — С. 26–32.
- Солдатенко В. Ф. Державність України: історія і сучасність. — К. : Українська академія державного управління при Президентові України, 1999. — С. 152—229.
- Солдатенко В. Ф. Українська революція: феномен і дослідники // Пам'ять століть. — 1999. — № 3. — С. 157—160.
- Солдатенко В. Ф. Українська революція: концепція та історіографія (1918—1920 рр.). — К. : Пошуково-видавниче об'єднання «Книга пам'яті України», Просвіта, 1999. — 508 с.
- Солдатенко В. Ф. Українська революція. Історичний нарис. — К. : Либідь, 1999. — 976 с.
- Солдатенко В. Ф. Революції в історичній долі України // Віче. — 1999. — № 4. — С. 117—130.
- Солдатенко В. Ф. Роль революцій в історичному поступі України // Четвертий міжнародний конгрес україністів. Одеса. 26-29 серпня 1999 р. Доповіді та повідомлення. Історія. Ч.ІІ. XX століття. — Одеса — К. — Львів, 1999. — С. 223—230.
- Солдатенко В. Ф. М. О. Скрипник у 1918 році // Скрипник Микола Олексійович. До 125-річчя з дня народження. Матеріали «круглого столу» в Інституті історії України. — К., 1998. — С. 15–38.
- Солдатенко В. Ф. Революційна українська партія // Віче. — 1998. — № 1. — С. 128—140. (співавтор В. В. Кривошея).
- Солдатенко В. Ф. Де справжнє коріння сучасної української державності (Спроба оцінки деяких тенденцій вивчення процесу державотворення в добу революції 1917—1920 рр.) // 350-річчя Української держави Богдана Хмельницького. Матеріали міжнародної наукової конференції 15-16 грудня 1998 р. — К. : Національний педагогічний університет ім. М. Драгоманова, 1998. — С. 17–24.
- Солдатенко В. Ф. Українська державність в добу Центральної Ради; Концепція радянської державності та її більшовицька адаптація щодо України наприкінці 1917 — на початку 1918 рр. // Українська революція і державність (1917—1920 рр.). Колективна монографія. — К. : Парламентське видавництво, 1998. — С. 9–80. (співавтори: Т. А. Бевз, В. М. Устименко).
- Солдатенко В. Ф. Українська Центральна Рада. Документи і матеріали. // Український історичний журнал. — 1998. — № 1. — С. 150—152.
- Солдатенко В. Ф. Центральна Рада в документах // Віче. — 1998. — № 4. — С. 151—155.
- Солдатенко В. Ф. Зовнішня політика України. Методичні рекомендації, плани практичних, контрольних занять. — К. : Міністерство оборони України, 1997. — 36 с. (співавтор І. О. Овсій).
- Солдатенко В. Ф. Українська революція: концепція та історіографія. — К. : Пошуково-видавниче об'єднання «Книга пам'яті України», Просвіта, 1997. — 416 с.
- Солдатенко В. Ф. Україна в роки першої світової війни // Історія України. Навчальний посібник. — К. : Альтернативи, 1997. — С. 177—184.
- Солдатенко В. Ф. Скрипник Микола Олексійович // Світова та вітчизняна етнодержавницька думка (у персоналіях) / Інститут держави і права ім. В. М. Корецького НАН України. — К., Донецьк, 1997. — С. 228—229.
- Солдатенко В. Ф. Українська революція доби Центральної Ради: аналіз досвіду періодизації // Український історичний журнал. — 1997. — № 3. — С. 3–26.
- Солдатенко В. Ф. Проблема класово-національно-політичних сил у концепції Української революції // Український історичний журнал. — 1997. — № 5. — С. 3-17; № 6. — С. 3–14.
- Солдатенко В. Ф. Українська революція як суспільний феномен: пошук методологічних засад дослідження // Центральна Рада і український державотворчий процес. Матеріали наукової конференції. — К. : Інститут історії України НАН України, 1997. — Ч.1. — С.20-30.
- Солдатенко В. Ф. Історіографічний доробок лідерів Української революції в сучасних оцінках державотворчого досвіду 1917—1920 рр. // Наукові записки Інституту національних відносин і політології НАН України. — 1997. — С.3-5.
- Солдатенко В. Ф. Скрипник Микола Олексійович // Мала Енциклопедія етнодержавознавства. — К., 1996. — С. 884.
- Солдатенко В. Ф. Національне питання у житті та творчості Миколи Скрипника // Український історичний журнал. — 1996. — № 2. — С. 74–87; № 3. — С. 130—143.
- Солдатенко В. Ф. Внесок М.Грушевського у концепцію Української революції // Український історичний журнал. — 1996. — № 5. — С. 3–28.
- Солдатенко В. Ф. Українська Центральна Рада в документах і матеріалах // Український історичний журнал. — 1996. — № 6. — С. 143—147.
- Солдатенко В. Ф. Інтелектуальний потенціал лідерів Української революції // Національна еліта та інтелектуальний потенціал України. — Львів, 1996. — С. 189—190.
- Солдатенко В. Ф. Центральна Рада як чинник української революції // Центральна Рада на тлі української революції. Науково-теоретичні читання в Інституті історії України 16 березня 1995 р. — К., 1996. — С. 18-24.
- Солдатенко В. Ф. Витоки української ідеї з погляду принципу історизму // Україна — Греція (Досвід зв'язків та перспективи співробітництва). Матеріали міжнародної науково-практичної конференції. — Маріуполь, 1996. — С. 45–47.
- Солдатенко В. Ф. Історичний доробок лідерів Української революції і сучасні оцінки державотворчого досвіду 1917—1920 рр. Історіографічна спадщина науки історії України (погляд з кінця XX століття). Матеріали Всеукраїнської науково-освітньої конференції. — К., Глухів: Інститут історії України НАН України, 1996. — С. 28–30.
- Солдатенко В. Ф. Нова Рада // Политические партии России. Конец XIX — первая треть XX века. Энциклопедия. — М. : РОССПЭН, 1996. — С. 398—399.
- Солдатенко В. Ф. Робітнича газета. Политические партии России. Конец XIX — первая треть XX века. Энциклопедия. — М. : РОССПЭН, 1996. — С. 509—510.
- Солдатенко В. Ф. Українська ідея. Історичний нарис. Колективна монографія Вступ. Історіографічні нотатки. Витоки української ідеї. Замість висновків. — К. : Наукова думка, 1995. — С. 3–32, 122—124 (співавтори: Ю. А. Левенець, Ю. В. Сиволоб.).
- Солдатенко В. Ф. Еволюція суспільно-політичних поглядів В.Винниченка в період Української революції // Український історичний журнал. — 1994. — № 6. — С. 15–26; 1995. — № 1. — С. 13–22.
- Солдатенко В. Ф. Українська революція: проблеми вивчення концепції та оцінки історіографії // Історична наука на порозі XXI століття. Матеріали Всеукраїнської наукової конференції. — Харків: Інститут історії України НАН України, ХДУ, 1995. — С. 256—263.
- Солдатенко В. Ф. Один проти всіх (Михайло Драгоманов) // Віче. — 1995. — № 7 (співавтор Ю. А. Левенець).
- Солдатенко В. Ф. Донецько-Криворізька Республіка: історія і уроки // Регіональна політика України: концептуальні засади, історія, перспективи. — К. : Інститут національних відносин і політології НАН України, 1995. — С. 152—157.
- Солдатенко В. Ф. Проблема національних збройних сил: уроки історії (1917 р.) // Вісник Національної Академії Наук України. — 1995. — № 7–8. — С. 72–84.
- Солдатенко В. Ф. Дискусії навколо кордонів України напередодні і в ході Берестейської мирної конференції // Проблеми соборності України в XX столітті. — К. : Інститут національних відносин і політології НАН України, 1994. — С. 62–69.
- Солдатенко В. Ф. Передмова. Біля витоків української ідеї // Українська ідея. Перші речники. — К. : Т-во «Знання» України, Інститут національних відносин і політології НАН України, 1994. — С. 3–24.
- Солдатенко В. Ф. Передмова. Путь на Голгофу (Володимир Винниченко) // Українська ідея. Постаті на тлі революції. — К. : Т-во «Знання» України; Інститут національних відносин і політології АН України, 1994. — С. 3–4, 32–73.
- Солдатенко В. Ф. Україна і Росія в конфліктах: історичні паралелі і уроки // Державність. — 1994. — № 1. — С. 62–64.
- Солдатенко В. Ф. Передумови і зародження української національної ідеї // Український історичний журнал. — 1994. — № 2–3. — С. 14–28 (співавтор Ю. В. Сиволоб).
- Солдатенко В. Ф. Соціально-політичні альтернативи революційної доби і проблема української державності // Вісник Академії Наук України. — 1994. — № 7–8. — С. 48–53.
- Солдатенко В. Ф. «…І дати всеросійським справам спокій» // Віче. — 1993. — № 8. — С. 127—142.
- Солдатенко В. Ф. Витоки і передвісники української ідеї // Віче. — 1993. — № 11. — С. 29–45 (співавтор Ю. В. Сиволоб).
- Солдатенко В. Ф. Перший в історії з'їзд вільних народів Росії // Національні відносини на Півдні України. Історія та сучасність. Збірник. — Запоріжжя: ЗДУ, 1993. — С. 164—169.
- Солдатенко В. Ф. Донецко-Криворожская Республика — вид из сегоднешнего дня // Донбасс и Приазовье. Сборник. — Мариуполь, 1993. — С. 16–23.
- Солдатенко В. Ф. Виступ полуботківців у 1917 році (спроба хронікально-документальної реконструкції події) // Український історичний журнал. — 1993. — № 7–8. — С. 17–30; № 9. — С. 28–40; № 10. — С. 3–21. (співавтор І. В. Солдатенко).
- Солдатенко В. Ф. Орієнтири українського державотворення в процесі розвитку суспільно-політичних процесів революційної доби (березень 1917 — січень 1918 рр.) // Другий Міжнародний конгрес україністів. Львів. 22-28 серпня 1993 р. Доповіді і повідомлення. — Львів, 1994. — С. 76–85.
- Солдатенко В. Ф. Становлення української державності і проблема Збройних Сил (березень 1917 р. — квітень 1918 р.) // Куди йдемо? Матеріали науково-практичної конференції «Ідеологія та ідейно-політичні засади державного будівництва в Україні». Київ. 24-25 грудня 1992 р. — К., 1993. — С. 107—109.
- Солдатенко В. Ф. Скрипник Микола Олексійович // Етнонаціональний розвиток України. Терміни, визначення, персоналії. — К., 1993. — С. 100—101.
- Солдатенко В. Ф. Соціально-політичні альтернативи революційної доби і проблема української державності // Українська державність: історія і сучасність. Матеріали наукової конференції. — К. : Інститут національних відносин і політології АН України, 1993. — С. 25–33.
- Солдатенко В. Ф. Четвертий Універсал // Політика і час. — 1992. — № 1. — С. 67–76.
- Солдатенко В. Ф. Становлення української державності і проблема збройних сил (березень 1917 — квітень 1918 рр.) // Український історичний журнал. — № 5. — 1992. — С. 38–51.
- Солдатенко В. Ф. Центральна Рада та українізація армії // Український історичний журнал. — 1992. — № 6. — С. 26–40.
- Солдатенко В. Ф. Запровадження автономії України і збройні сили республіки // Український історичний журнал. — 1992. — № 7-8. — С. 24–39.
- Солдатенко В. Ф. Збройні сили в Україні (грудень 1917 р. — квітень 1918 р.) // Український історичний журнал. — 1992. — № 12. — С. 42–59.
- Солдатенко В. Ф. Проблема власних збройних сил у процесі визвольної боротьби за українську державність у 1917—1918 рр. Матеріали науково-теоретичної конференції. — К., 1992. — С. 26–29.
- Солдатенко В. Ф. Проблема збройних сил у процесі боротьби за українську державність // До нової України шляхом реформ. Матеріали конференції. — К., 1992. — С. 114—118.
- Солдатенко В. Ф. Єврейське представництво у Центральній Раді // Єврейське населення Півдня України: Історія та сучасність. Тези до наукової конференції. — Запоріжжя, 1992. — С. 54–52.
- Солдатенко В. Ф. До питання про початок громадянської війни на Україні. // Український історичний журнал. — 1991. — № 7.
- Солдатенко В. Ф. Більшовики України у боротьбі за створення політичної армії революції / В. Ф. Солдатенко, В. І. Полохало. — К., 1987. — 47 с.
- Солдатенко В. Ф. Важлива віха у житті партії і народу / В. Ф. Солдатенко. — К., 1986. — 95 с.
- Солдатенко В. Ф. Большевистская пресса Украины в борьбе за осуществление ленинской стратегии и тактики социалистической революции (март 1917 — март 1918 гг.): Автореф… доктор ист.наук: 07.00.01 / Солдатенко В. Ф.; Ин-т истории партии при ЦК КП УКраины, филиал ин-та маркс.-лен. при ЦК КПСС. — К., 1981. — 52л.
- Революційна слава України: альбом / упоряд. В. Ф. Солдатенко, І. М. Полупанова ; Ін-т історії партії при ЦК Компартії України. — К. : Політвидав України, 1978. — 232 с.
- Солдатенко В. Ф. Трибуна пролетарского интернационализма. — К., 1977. — 184 с.